# Campionati mondiali di sci alpino 1987
I Campionati mondiali di sci alpino 1987, 29ª edizione della manifestazione organizzata dalla Federazione Internazionale Sci, si svolsero in Svizzera, a Crans-Montana, dal 27 gennaio all'8 febbraio. Il programma incluse gare di discesa libera, supergigante (inserito per la prima volta nel programma iridato), slalom gigante, slalom speciale e combinata, sia maschili sia femminili.

## Organizzazione e impianti
Le gare si disputarono sulle piste Chetzeron, Mont Lachaux e Nationale.

## Risultati

### Uomini

#### Discesa libera
| Pos. | Atleta            | Nazione        | Tempo   |
| ---- | ----------------- | -------------- | ------- |
| 1    | Peter Müller      | Svizzera       | 2:07,80 |
| 2    | Pirmin Zurbriggen | Svizzera       | 2:08,13 |
| 3    | Karl Alpiger      | Svizzera       | 2:08,20 |
| 4    | Franz Heinzer     | Svizzera       | 2:08,34 |
| 5    | Rob Boyd          | Canada         | 2:08,50 |
| 6    | Daniel Mahrer     | Svizzera       | 2:09,06 |
| 7    | Marc Girardelli   | Lussemburgo    | 2:09,11 |
| 8    | Leonhard Stock    | Austria        | 2:09,18 |
| 9    | Markus Wasmeier   | Germania Ovest | 2:09,21 |
| 10   | Sepp Wildgruber   | Germania Ovest | 2:09,45 |

Data: 31 gennaio

Pista: Nationale

Lunghezza: 3 670 m

Dislivello: 981 m

Ore: 12.00 (UTC+1)

Porte: 35

#### Supergigante
| Pos. | Atleta            | Nazione        | Tempo   |
| ---- | ----------------- | -------------- | ------- |
| 1    | Pirmin Zurbriggen | Svizzera       | 1:19,93 |
| 2    | Marc Girardelli   | Lussemburgo    | 1:20,80 |
| 3    | Markus Wasmeier   | Germania Ovest | 1:21,08 |
| 4    | Leonhard Stock    | Austria        | 1:21,28 |
| 5    | Hubert Strolz     | Austria        | 1:21,44 |
| 6    | Roberto Erlacher  | Italia         | 1:21,83 |
| 7    | Rudolf Nierlich   | Austria        | 1:22,20 |
| 8    | Michael Eder      | Germania Ovest | 1:22,30 |
| 9    | Günther Marxer    | Liechtenstein  | 1:22,44 |
| 10   | Franck Piccard    | Francia        | 1:22,51 |

Data: 2 febbraio

Pista: Chetzeron

Lunghezza: 1 553 m

Dislivello: 514 m

Ore: 12.00 (UTC+1)

Porte: 43

#### Slalom gigante
| Pos. | Atleta            | Nazione        | Tempo   |
| ---- | ----------------- | -------------- | ------- |
| 1    | Pirmin Zurbriggen | Svizzera       | 2:32,38 |
| 2    | Marc Girardelli   | Lussemburgo    | 2:32,45 |
| 3    | Alberto Tomba     | Italia         | 2:33,13 |
| 4    | Hubert Strolz     | Austria        | 2:33,21 |
| 5    | Hans Stuffer      | Germania Ovest | 2:34,27 |
| 6    | Michael Eder      | Germania Ovest | 2:34,30 |
| 7    | Frank Wörndl      | Germania Ovest | 2:34,44 |
| 8    | Hans Pieren       | Svizzera       | 2:34,46 |
| 9    | Oswald Tötsch     | Italia         | 2:34,55 |
| 10   | Ingemar Stenmark  | Svezia         | 2:34,69 |

Data: 4 febbraio

Pista: Chetzeron

Dislivello: 389 m

1ª manche:

Ore: 10.00 (UTC+1)

Porte: 50

2ª manche:

Ore: 13.00 (UTC+1)

Porte: 49

#### Slalom speciale
| Pos. | Atleta             | Nazione        | Tempo   |
| ---- | ------------------ | -------------- | ------- |
| 1    | Frank Wörndl       | Germania Ovest | 1:54,63 |
| 2    | Günther Mader      | Austria        | 1:54,82 |
| 3    | Armin Bittner      | Germania Ovest | 1:55,03 |
| 4    | Marc Girardelli    | Lussemburgo    | 1:55,11 |
| 5    | Ingemar Stenmark   | Svezia         | 1:55,60 |
| 6    | Bojan Križaj       | Jugoslavia     | 1:55,69 |
| 7    | Jean-Daniel Délèze | Svizzera       | 1:55,78 |
| 7    | Joël Gaspoz        | Svizzera       | 1:55,78 |
| 9    | Paul Frommelt      | Liechtenstein  | 1:56,13 |
| 10   | Felix McGrath      | Stati Uniti    | 1:56,29 |

Data: 8 febbraio

Pista: Nationale

Dislivello: 217 m

1ª manche:

Ore: 10.00 (UTC+1)

Porte: 72

2ª manche:

Ore: 12.30 (UTC+1)

Porte: 65

#### Combinata
| Pos. | Atleta               | Nazione        |
| ---- | -------------------- | -------------- |
| 1    | Marc Girardelli      | Lussemburgo    |
| 2    | Pirmin Zurbriggen    | Svizzera       |
| 3    | Günther Mader        | Austria        |
| 4    | Bernhard Gstrein     | Austria        |
| 5    | Markus Wasmeier      | Germania Ovest |
| 6    | Josef Schick         | Germania Ovest |
| 7    | Finn Christian Jagge | Norvegia       |
| 8    | Leonhard Stock       | Austria        |
| 9    | Lars-Börje Eriksson  | Svezia         |
| 10   | Franck Piccard       | Francia        |

Data: 27 gennaio-1º febbraio

Slalom speciale

Data: 27 gennaio

Pista: Chetzeron

Dislivello: 189 m

1ª manche:

Ore: 10.00 (UTC+1)

Porte: 63

2ª manche:

Ore: 12.30 (UTC+1)

Porte: 60

Discesa libera

Data: 1º febbraio

Pista: Nationale

Lunghezza: 3 070 m

Dislivello: 825 m

Ore: 13.30 (UTC+1)

Porte: 32

### Donne

#### Discesa libera
| Pos. | Atleta              | Nazione        | Tempo   |
| ---- | ------------------- | -------------- | ------- |
| 1    | Maria Walliser      | Svizzera       | 1:43,80 |
| 2    | Michela Figini      | Svizzera       | 1:44,11 |
| 3    | Regine Mösenlechner | Germania Ovest | 1:44,86 |
| 4    | Marina Kiehl        | Germania Ovest | 1:45,06 |
| 5    | Laurie Graham       | Canada         | 1:45,10 |
| 6    | Sylvia Eder         | Austria        | 1:45,31 |
| 7    | Erika Hess          | Svizzera       | 1:45,44 |
| 8    | Michaela Gerg       | Germania Ovest | 1:45,75 |
| 9    | Catherine Quittet   | Francia        | 1:45,78 |
| 10   | Karen Percy         | Canada         | 1:45,90 |

Data: 1º febbraio

Pista: Mont Lachaux

Lunghezza: 2 550 m

Dislivello: 665 m

Ore: 11.30 (UTC+1)

Porte: 40

#### Supergigante
| Pos. | Atleta                 | Nazione        | Tempo   |
| ---- | ---------------------- | -------------- | ------- |
| 1    | Maria Walliser         | Svizzera       | 1:19,17 |
| 2    | Michela Figini         | Svizzera       | 1:20,18 |
| 3    | Mateja Svet            | Jugoslavia     | 1:20,23 |
| 4    | Vreni Schneider        | Svizzera       | 1:20,25 |
| 5    | Sylvia Eder            | Austria        | 1:20,65 |
| 6    | Debbie Armstrong       | Stati Uniti    | 1:21,07 |
| 7    | Sigrid Wolf            | Austria        | 1:21,39 |
| 8    | Michaela Gerg          | Germania Ovest | 1:21,40 |
| 9    | Brigitte Oertli        | Svizzera       | 1:21,72 |
| 10   | Blanca Fernández Ochoa | Spagna         | 1:21,73 |

Data: 3 febbraio

Pista: Chetzeron

Lunghezza: 1 435 m

Dislivello: 459 m

Ore: 12.00 (UTC+1)

Porte: 47

#### Slalom gigante
| Pos. | Atleta                 | Nazione        | Tempo   |
| ---- | ---------------------- | -------------- | ------- |
| 1    | Vreni Schneider        | Svizzera       | 2:21,22 |
| 2    | Mateja Svet            | Jugoslavia     | 2:21,78 |
| 3    | Maria Walliser         | Svizzera       | 2:23,51 |
| 4    | Michela Figini         | Svizzera       | 2:23,77 |
| 5    | Blanca Fernández Ochoa | Spagna         | 2:23,88 |
| 6    | Marina Kiehl           | Germania Ovest | 2:23,92 |
| 7    | Małgorzata Tlałka      | Francia        | 2:23,97 |
| 8    | Camilla Nilsson        | Svezia         | 2:24,16 |
| 9    | Catherine Quittet      | Francia        | 2:24,22 |
| 10   | Michaela Gerg          | Germania Ovest | 2:24,42 |

Data: 5 febbraio

Pista: Chetzeron

Dislivello: 349 m

1ª manche:

Ore: 10.00 (UTC+1)

Porte: 48

2ª manche:

Ore: 13.00 (UTC+1)

Porte: 47

#### Slalom speciale
| Pos. | Atleta                 | Nazione        | Tempo   |
| ---- | ---------------------- | -------------- | ------- |
| 1    | Erika Hess             | Svizzera       | 1:33,30 |
| 2    | Roswitha Steiner       | Austria        | 1:33,55 |
| 3    | Mateja Svet            | Jugoslavia     | 1:34,39 |
| 4    | Karin Buder            | Austria        | 1:34,68 |
| 5    | Blanca Fernández Ochoa | Spagna         | 1:35,05 |
| 6    | Małgorzata Tlałka      | Francia        | 1:35,19 |
| 7    | Helga Lazak            | Germania Ovest | 1:35,27 |
| 8    | Dorota Tlałka          | Francia        | 1:35,41 |
| 9    | Eva Twardokens         | Stati Uniti    | 1:35,59 |
| 10   | Lesley Beck            | Regno Unito    | 1:35,90 |

Data: 7 febbraio

Pista: Nationale

Dislivello: 175 m

1ª manche:

Ore: 10.00 (UTC+1)

Porte: 55

2ª manche:

Ore: 12.30 (UTC+1)

Porte: 55

#### Combinata
| Pos. | Atleta             | Nazione        |
| ---- | ------------------ | -------------- |
| 1    | Erika Hess         | Svizzera       |
| 2    | Sylvia Eder        | Austria        |
| 3    | Tamara McKinney    | Stati Uniti    |
| 4    | Vreni Schneider    | Svizzera       |
| 5    | Anita Wachter      | Austria        |
| 6    | Michela Figini     | Svizzera       |
| 7    | Karen Percy        | Canada         |
| 8    | Eva Twardokens     | Stati Uniti    |
| 9    | Ľudmila Milanová   | Cecoslovacchia |
| 10   | Lucia Medzihradská | Cecoslovacchia |

Data: 29-30 gennaio

Slalom speciale

Data: 29 gennaio

Pista: Chetzeron

Dislivello: 151 m

1ª manche:

Ore: 10.30 (UTC+1)

Porte: 51

2ª manche:

Ore: 13.00 (UTC+1)

Porte: 53

Discesa libera

Data: 30 gennaio

Pista: Mont Lachaux

Lunghezza: 2 032 m

Dislivello: 571 m

Ore: 13.00 (UTC+1)

Porte: 34

## Medagliere per nazioni
| Pos. | Nazione        | Oro | Argento | Bronzo | Totale |
| ---- | -------------- | --- | ------- | ------ | ------ |
| 1    | Svizzera       | 8   | 4       | 2      | 14     |
| 2    | Lussemburgo    | 1   | 2       | 0      | 3      |
| 3    | Germania Ovest | 1   | 0       | 3      | 4      |
| 4    | Austria        | 0   | 3       | 1      | 4      |
| 5    | Jugoslavia     | 0   | 1       | 2      | 3      |
| 6    | Italia         | 0   | 0       | 1      | 1      |
| 6    | Stati Uniti    | 0   | 0       | 1      | 1      |